# Paranormal Activity: The Marked Ones
Pour plus de détails, voir Fiche technique et Distribution.
Paranormal Activity: The Marked Ones, ou Activité paranormale : L'Empreinte du démon au Québec, est un film d'horreur américain réalisé par Christopher Landon, sorti en 2014. Il s'agit d'un spin-off de la série de films Paranormal Activity, tout comme Paranormal Activity: Tokyo Night, puisqu'il se déroule dans le même univers mais avec des personnages différents. 
Le film suit Jesse, un adolescent venant tout juste d'avoir 18 ans, fraîchement diplômé, qui assiste à des phénomènes paranormaux. Lui et son meilleur ami Hector décident d’espionner à l'aide d'une petite caméra la voisine du dessous dans une bouche d'aération après avoir entendu des bruits étranges. Ils s'aperçoivent que leur voisine peint un symbole sur une femme nue. Un soir, alors qu'ils entendent beaucoup de bruits provenant de chez leur voisine du dessous, ils décident de sortir et voient un garçon qu'ils connaissent (Oscar) sortant à toute vitesse de chez celle-ci puis quelque temps après le corps de la femme est retrouvé.

## Synopsis
Le film se déroule en juin 2012 à Oxnard, en Californie, et commence avec Jesse suivant le discours du Valedictorian, Oscar, lors de la remise des diplômes de son lycée et retrouve après la cérémonie, sa famille et son meilleur ami Hector. Une fois rentrés, Jesse, sa famille et ses amis se retrouvent pour célébrer le grand événement. L’une des meilleures amies de Jesse, Marisol, arrive un peu plus tard et Jesse reçoit de l’argent de son père comme cadeau. L’un des sujets de conversation est l’appartement situé au fond de la cour, dans lequel des journaux sont collés à toutes les fenêtres, obscurcissant la vue. Anna, une femme âgée, vit à l’appartement en dessous de celui de Jesse et tout le monde parle d’elle et des rumeurs la qualifiant de « bruja » ou de sorcière. Des rumeurs ont également été rapportées selon lesquelles les gens auraient entendu des gémissements et des pleurs venant de son appartement tard le soir.
Le lendemain, nous rencontrons l’ami de Jesse, Hector, alors qu’il est au travail. Jesse arrive pour montrer la nouvelle caméra qu’il a achetée avec l’argent gagné de son père. Nous apprenons également qu'Hector est son meilleur ami, avec qui Jesse s’amuse à relever des défis, comme descendre les escaliers dans un panier à linge équipé d’une caméra Go-Pro et Hector chute une fois en bas. Alors que Jesse filme les blessures d’Hector et d’autres scènes autour du bâtiment, les garçons ont la surprise de voir Oscar, l’élève de la promotion de Jesse, sortir de l’appartement d’Anna, l’air inquiet et semblant étrange, quittant les lieux précipitamment.
Ce soir-là, Hector traîne chez Jesse et ils demandent à Irma (la grand-mère de Jesse) de prendre quelques verres de tequila, avec lui. Pendant qu’ils s’amusent avec Irma, Jesse entend des cris et autres bruits étranges provenant de l’appartement d’Anna. Les deux amis entrent dans la chambre d’à côté et entendent très clairement les bruits à travers un conduit d’aération et décident de faire descendre la Go-Pro branchée sur la télé pour voir ce qui s'y passe. Ils voient une femme nue debout dans la pièce. Puis Anna apparaît, elle aussi nue et commence à peindre un cercle avec un triangle à l’intérieur sur le ventre de la femme. Après qu’Irma attrape les garçons et pense qu’ils regardent de la pornographie, Hector la sort de la pièce et ferme la porte à clé. Ils regardent le moniteur qui capte l’action jusqu’à ce que l’appareil tape sur la grille et pousse Jesse à remonter la caméra pour ne pas se faire repérer. 
Le jour suivant, les deux amis racontent à leur amie Marisol les événements de la veille et Jesse semble alors croire qu'Anna est bien une sorcière. Plus tard, les deux amis décident d’embêter l’étrange voisine et demandent à un petit garçon de frapper à sa porte, sans savoir qu’elle se trouve derrière eux et s’énerve contre les deux adolescents qui décident alors de partir. Dans la soirée, Hector allume un feu d’artifice qui ne semble pas fonctionner. Lorsque, soudain, Oscar, saute par la fenêtre pour s’enfuir en courant, et juste, après le feu d'artifice explose. En rentrant chez Jesse, les deux amis découvrent qu’Anna a été assassinée et qu'Oscar est le principal suspect. 
Un soir, les deux amis décident de pénétrer dans l’appartement d’Anna pour examiner les lieux. Une fois à l’intérieur, Jesse et Hector fouillent l’appartement. Ils semblent entendre un bébé pleurer, mais découvrent que ce n’est qu’un jouet et découvrent des VHS dans un placard, dont l’une s’intitule "Katie et Kristi - 1988". Jesse et Hector se retrouvent dans la chambre d'Anna, pleine de sang, et voient sur le mur le mot "Vive" écrit avec du sang et Hector décide de prendre le carnet se trouvant par terre. Préférant quitter les lieux, les ados sont soudainement confrontés à Arturo, le grand frère d’Oscar, un chef de gang, révélant que son petit frère n’a rien avoir avec le meurtre.
Le lendemain, Jesse consulte le carnet d’Anna et traduit une page montrant le dessin d’une porte, révélant qu’une fois construite, elle permet d’effectuer des voyages dans le temps, mais seulement dans des lieux maudits. Marisol découvre une page, illustrant une représentation Biblique. Sur la page, Hector montre à Marisol le même symbole qu’Anna avait dessiné sur la femme, elle regarde le texte et dicte les mots suivants ,« Levantese incubo, lo convoco». Voulant savoir ce que « Incubo » signifie, Jesse répond à Hector qu’il s’agit d’un démon. Le soir, les trois amis décident d’effectuer le rituel de la porte temporelle sur un miroir que Marisol avait peint en noir, dans une église abandonnée, et patientent. Au cours du déroulement du film, on aperçoit lors de la nuit où Jesse et ses deux amis sont à l'église dans l’intention de faire des incantations avec un miroir noir (à 26 minutes et 20 secondes du film), une silhouette sombre qui se développe au-dessus de Jesse et devant le grand vitrail du fond. Hector, fatigué d’attendre encore plus longtemps, finit par quitter ses amis. Plus tard, Jesse fait comprendre à Marisol qu’il ne va rien se produire, jusqu’à ce qu’il entend du bruit. Croyant qu’il pourrait s’agir d’Hector, Jesse et Marisol partent voir où il pourrait se cacher et se retrouvent dans les vestiaires. Cependant, il n’y a personne et après un gros boum, suivis de tremblements, Jesse et Marisol prennent peur et quittent les lieux, laissant leurs affaires à l’intérieur.
Le lendemain matin, Jesse se réveille avec du sang sur ses draps et une morsure sur son bras. Dans la soirée, Hector joue avec le Simon à quatre couleurs, mais une fois que Jesse veut jouer, le jeu fonctionne mal et tous ensemble, ils s’amusent à poser des questions, mais ils comprennent que le jouet répond uniquement aux questions de Jesse : un bip vert pour « oui » et un bip rouge pour « non ». Une fois qu'Irma arrive, Jesse veut savoir si la chose qui lui répond comprend l’espagnol et Marisol lui suggère de savoir s’il est parmi eux et le jeu fait alors un bip vert. Irma, superstitieuse, s’énerve et confisque le jouet aux jeunes. Durant la nuit, Jesse se réveille, semble voir quelque chose et entend qu’on cherche à entrer dans l’appartement, mais ne voit personne, jusqu’à ce que son père apparaît, lui disant qu’il va réveiller Irma, s’il continue avec sa caméra. Jesse regarde une dernière fois à l'extérieur avant de fermer la porte.
Le jour suivant, Jesse raconte ce qui s’est produit chez lui à Marisol et Hector et révèle qu’il commence à ressentir une présence autour de lui. Pendant ce temps, Irma tente de purifier l’appartement, sentant les mauvais esprits autour de la famille, mais le père et la sœur de Jesse l’arrêtent. Jesse et Hector passent la journée à jouer au basket-ball et décident, dans la soirée, d’aller acheter à manger au distributeur. Pendant que Jesse fouille dans son sac à dos à la recherche de monnaie, Hector, qui tient la caméra, voit au loin deux individus s’approchant d’eux. Une fois arrivés, l’un des deux accoste Jesse, le forçant à vider son sac et l’agresse pour le lui voler. Une fois à terre, Jesse se prend des coups jusqu’à ce qu’il frappe l’un des agresseurs qui s’envole jusqu’au distributeur et juste après, l’autre s’envole également.
Le lendemain, Jesse visualise l’enregistrement de son agression avec Marisol et Hector qui cherchent à comprendre d'où vient cette mystérieuse force. Jesse répond à ses deux amis que non seulement, il a à peine touché ses agresseurs, mais surtout qu’il ne se rappelle plus de ce qui s’est passé, lors de son agression. Le soir, en jouant avec le jeu Simon, les trois amis apprennent que la chose qui répond aux questions de Jesse via le jouet est également la chose qui a attaqué les agresseurs, qu’il n’est pas son ange gardien et ne répond pas lorsque Jesse demande s’il lui veut du bien.
Le jour suivant, Jesse montre à Hector les « super pouvoirs » qu’il possède. Il peut flotter dans les airs, il est incapable de tomber, que ce soit sur le sol ou sur une chaise. Jesse s’aperçoit également qu’il peut gonfler un matelas pneumatique en un souffle, même avec Hector couché dessus. Dans la soirée, Jesse demande à Hector de le rejoindre et s’incrustent dans une fête d’une maison du quartier. Là, il rencontre Pénélope, et les deux amis quittent les lieux avec elle et une copine. Voyant Irma dans l’appartement, Hector emmène les jeunes dans l’appartement vide d’Anna et laisse Jesse et Pénélope seuls dans l’appartement pour partir avec sa copine. Les deux jeunes veulent profiter de l’endroit pour coucher ensemble. Alors que Jesse part chercher un préservatif, Pénélope l'attend, commence à s’ennuyer et s'apprête à partir lorsqu'elle entend soudain des bruits provenant du sol et trouve une trappe. Elle l’ouvre et quelqu’un (Oscar) tente de l’attraper de l’intérieur. Elle sort de la pièce en hurlant et Oscar sort de la trappe et entre dans la chambre. Jesse arrive et poursuit Oscar, ce dernier révèle à Jesse qu’il a tué Anna à cause d’une possession qu’elle lui a fait subir, que la chose est en lui et aussi en Jesse, montrant sur son bras la même marque que Jesse possède. Oscar révèle à Jesse ce qu’il doit faire s’il ne veut pas faire de mal à ses proches et s’enfuit ensuite. Tandis que Jesse et Hector le recherchent, il se suicide en tombant du toit de l'immeuble contre une voiture. 
Le lendemain, Jesse, Hector et Marisol jettent un œil au sous-sol sous la trappe et découvrent des bâches de plastique suspendues, ainsi qu’un autel noir, cette fois avec une photo d’Oscar, de Jesse bébé et adulte, et une photo datant de 1994, montrant la mère de Jesse alors qu’elle était enceinte de lui, entre Anna et Loïs, la grand-mère de Katie et Kristi. On peut voir autour de l’autel, plusieurs symboles gravés sur les murs, dont celui qu’Anna avait dessiné et qui apparaît dans les autres films. Jusqu’au moment où les trois jeunes entendent du bruit, comprenant qu’une personne se trouve dans l’appartement, descendent au sous-sol, mais remontent juste après. Jesse ouvre la trappe et découvre une femme dans l’appartement, mais une fois la femme partie, Jesse, Hector et Marisol quittent les lieux. Voulant des explications, Jesse montre la photo de sa mère à sa sœur et son père et veut comprendre comment Anna, qui semblait être une sorcière, l’a connue. Suivant les propos de Jesse, on peut comprendre que sa mère est décédée après la naissance de Jesse, et il se demande si Anna n’est pas responsable. Les propos farfelus de Jesse inquiètent son père, César, qui lui avoue qu’il se fait du souci pour lui : Jesse ne mange plus, il ne dort plus et lui avoue même qu’il se lève la nuit, semblant croire que Jesse est devenu somnambule. En s'enfermant dans la salle de bains, Jesse découvre qu’il a des cheveux noirs dans les yeux qu’il peut sortir en tirant dessus et les jettent dans le lavabo. En regardant son reflet dans le miroir, Jesse découvre, après un flash, le reflet d’un Jesse transformé et possédé comme ce fut le cas avec Oscar.
Le jour suivant, Jesse, Hector et Marisol rendent visite à Arturo, afin d’en savoir plus sur Oscar et découvrent dans sa chambre, son placard rempli d’articles de presse de partout dans le monde. Arturo raconte que son petit frère lui a avoué qu’il y avait d’autre garçons, tous fils aînés comme lui, avec une marque sur le bras et que des sorcières cherchent à créer une armée. Arturo dit au groupe qu’Oscar a été adopté, il dit à Jesse que sa mère biologique est décédée après sa naissance et que les parents d’Arturo l’ont recueilli. Marisol découvre un article montrant Ali Rey, parlant des événements survenus dans Paranormal Activity 2, et Hector comprend alors que l’histoire d’Oscar est la même que celle de Jesse. Devenu nerveux, Jesse quitte la maison, suivi de Marisol et Hector qui récupère discrètement le numéro d’Ali. 
À l’épicerie, Jesse voit un ami de Marisol discuter avec celle-ci, ce qui le rend jaloux et violent. Il bouscule le jeune homme et s’en prend peu après au gérant. Cependant, Marisol et Hector arrivent à faire sortir Jesse de la boutique, qui regrette ses actes plus tard, disant qu’il ne pouvait pas contrôler sa colère. Dans la soirée, Jesse sort le jeu Simon et parle à celui qui lui répond et rien ne se passe, mais une fois que Jesse lui demande s’il attend quelque chose de lui, le jeu bip vert. Alors que Jesse demande de le laisser tranquille, un bip rouge retentit. Jesse insiste une fois de plus et finit par s’énerver, criant de le laisser tranquille, mais le jeu plante et reste bloqué sur le bip rouge, poussant Jesse à retirer les piles pour l’éteindre.
Dans la soirée, Jesse entend son petit chien aboyer dans l’appartement d’Anna. En descendant dans la trappe, on peut voir la silhouette d’une femme apparaître. Une fois à nouveau en bas, Jesse ne semble pas voir son chien et prend peur lorsqu’il découvre, après avoir enlevé une bâche en plastique, les deux petites filles, Katie et Kristi, leurs yeux entièrement noirs. Jesse se précipite alors vers la trappe, qui se ferme toute seule. Se retrouvant piégé, Jesse entend une petite fille rire et lui dire : « Il t’attend... », jusqu’à ce que la caméra montre une silhouette à travers le plastique, fonçant droit sur Jesse et rugit d’un cri démoniaque.
Le lendemain matin, Hector rend visite à Jesse et voit sur le mur de sa chambre écrit Meus (signifiant en latin « Ce qui est mien »), et Jesse agit étrangement. Il dit à Hector qu’il n’est plus son meilleur ami et Hector partira après que Jesse l'ait embarrassé en retournant la caméra contre lui. Inquiets pour son ami, Hector et Marisol contactent Ali Rey et ils se retrouvent dans un parc. Ali semble en savoir plus sur les démons après les événements de Paranormal Activity 2, et leur explique que le symbole du triangle avec le rond est en fait le symbole d’une congrégation de sorcières se servant du symbole pour marquer les enfants mâles avant leur naissance et explique à Marisol que si le démon doit attendre avant de pouvoir posséder un enfant marqué, c’est parce qu’il doit atteindre ses 18 ans, qu’en additionnant le nombre de la bête 666, ils obtiennent 18. Ali explique que les sorcières doivent effectuer un dernier rituel sur Jesse, mais qu’après cela, il ne sera plus le Jesse qu’ils ont toujours connu.
Le soir, Irma semble avoir appelé Hector pour Jesse, qui se trouve dans sa chambre et s’amuse à maltraiter son chien en utilisant ses pouvoirs. Il accompagne Irma et Marisol dans un magasin occulte, leur explique le problème et leur demandent ce qu’ils doivent faire. En revenant, Irma commence un rituel de purification sur Jesse, mais cela semble le rendre encore plus malade. Alors qu’elle passe l’œuf sur sa poitrine, Jesse attrape la main de sa grand-mère et lui casse l’œuf qui devient rouge et se recroqueville au sol en hurlant de douleur. Soudain, la pièce commence à trembler et provoque l’extinction de toutes les lumières, y compris celle de la caméra. Hector allume la vision nocturne de la caméra et découvre que Jesse a disparu. Lorsqu’il entend un bourdonnement aigu, il se tourne vers le salon, qui semble être aspiré vers l’intérieur et Jesse réapparaît, créant un véritable chaos dans la pièce, faisant fuir Irma et les deux amis qui se cachent dans la pièce d’à côté.
Le lendemain matin, Jesse est encore plus malade et transpire abondamment. Irma lui prépare alors un bain frais et après son départ, Hector découvre que Jesse a disparu. Il retrouve son ami à l’extérieur, regardant sa grand-mère en bas des escaliers en souriant : il l’a probablement poussée dans les escaliers. Hector se précipite pour porter secours à Irma. Dans la soirée, Hector explique à Marisol qu’après avoir poussé sa grand-mère dans les escaliers, Jesse s’est volatilisé et qu’il est toujours introuvable. Après son appel, la sœur de Jesse raconte qu'Irma est à l’hôpital et qu’elle va aller la voir et retrouver son père. Marisol appelle Ali pour lui raconter ce qui s’est passé et lui demande où Jesse pourrait être. Elle explique à Hector que les sorcières se sont installées dans une maison plus loin, où le dernier rituel sur Jesse doit avoir lieu.
Hector part avec Marisol en lui racontant qu’il prévoit de se rendre à l’hôpital pour pouvoir s'entretenir avec le père de Jesse à propos de ce qui s'est passé. La voiture s’arrête et on voit Jesse au loin, se dirigeant lentement vers la voiture et disparaissant soudainement. Il réapparaît et brise la vitre de la portière latérale, tire Hector hors de la voiture et commence à l’étrangler. Marisol se précipite hors de la voiture pour sauver son ami en assommant Jesse avec une batte de baseball. Les deux amis mettent Jesse dans la voiture et repartent ensemble jusqu’à ce qu’un pick-up apparaisse et fonce dans la voiture, désorientant Hector et Marisol assez longtemps pour que les personnes à l'intérieur de celui-ci puissent embarquer Jesse et repartir avec. Hector et Marisol se rendent alors chez Arturo, qui décide de les accompagner, avec son ami Santo, dans la maison où les femmes se cachent.
Tous les quatre retrouvent la maison où se trouve Jesse, qui se trouve être la maison de Lois, vue dans Paranormal Activity 3. Pendant que Santo force la serrure de la porte d’entrée, Arturo, Hector et Marisol inspectent l’extérieur et découvrent un box vide avec de la nourriture. Lorsque soudainement, une femme surgit d’un box et demande de l’aide, jusqu’à ce que deux sorcières se jettent sur Arturo, il leur tire dessus avec son fusil à pompe et il crie aux jeunes de partir. Hector et Marisol se précipitent dans la maison, où ils découvrent Santo, mort, et ferment la porte. Les deux jeunes sont en panique et découvrent que les sorcières ont encerclé la maison. Hector dit à Marisol de l'attendre dans la cuisine pendant qu’il cherche une sortie et découvre dans une pièce des symboles sur le mur et le sceau de Salomon marqué au sol avec, au centre, une tête de cerf sur un plateau. En revenant, Hector découvre que Marisol a disparu et entend une faible voix l'appeler et frapper à la fenêtre. Mais une fois arrivé, le jeune adolescent voit la tête d’Arturo heurtant la vitre. Hector s’enfuit, mais ne pouvant pas sortir, cherche Marisol, de pièce en pièce jusque dans une véranda où l’on peut entendre quelqu’un chuter, jusqu’à ce que le corps sans vie de Marisol passe soudainement à travers une lucarne. 
Affolé, Hector voit surgir une sorcière derrière lui, s’enfuit et finit par se cacher dans un placard. Semblant entendre qu’il n’y ait plus personne dans la maison, Hector sort de sa cachette et entend une porte s’ouvrir dans le salon, regarde la pièce jusqu’à ce qu’un drap s’envole vers lui et voit Jesse apparaître soudainement. Ce dernier fonce alors sur Hector en hurlant avec un rugissement démoniaque, poussant Hector à se retrancher dans une chambre à l’étage où il découvre une porte de placard avec des symboles gravés tout autour. La voix de Jesse se fait entendre, mais Hector ne se fait pas avoir par son ami possédé qui défonce la porte. Hector ouvre la porte et se précipite à l’intérieur, ce qui cause un problème de caméra.
Hector finit dans un garage et entre dans la maison, qui semble être celle de Katie et Micah que l'on peut voir dans Paranormal Activity, en 2006. On peut ainsi comprendre qu’à travers la porte temporelle de chez Lois en 2012, Hector a atterri chez Katie en 2006, la nuit où elle a assassiné Micah. Hector voit en effet Katie descendre des escaliers jusque dans la cuisine et s’approche d’elle pour demander de l’aide, mais elle se retourne et se met à crier, parallèlement aux événements du premier film. Lorsque Micah se précipite au rez-de-chaussée, il aperçoit Hector, le considérant comme un intrus et l’attaque en lui demandant ce qu'il fabrique chez eux, mais il est attaqué à son tour par Katie, qui commence à le poignarder à mort. Hector court vers le garage, mais se fait attaquer par Jesse, montrant son visage déformé, les yeux noircis et les dents affûtées, qui le tue. Une vieille dame du couvent des sorcières prend ensuite la caméra et l’éteint, mettant fin au film.

## Fiche technique
- Titre : Paranormal Activity: The Marked Ones
- Titre québécois : Activité paranormale : L'empreinte du démon
- Réalisation : Christopher Landon
- Société de production : Paramount Pictures
- Société de distribution : Paramount Pictures
- Pays d'origine :  États-Unis
- Lieu de tournage : Californie
- Genres : Horreur, thriller
- Durée : 84 minutes (version cinéma) / 101 minutes (version longue)
- Dates de sortie :
  - France / Belgique / Suisse : 1er janvier 2014
  - États-Unis / Canada : 3 janvier 2014
- Classification : interdit aux moins de 12 ans lors de sa sortie en salles[Où ?]

## Distribution
- Andrew Jacobs (VF : Gauthier Battoue) : Jesse Arista
- Jorge Diaz (VF : Clément Moreau) : Hector Estrella
- Gabrielle Walsh (VF : Lutèce Ragueneau) : Marisol Vargas
- Renée Victor : Irma Arista
- Noemi Gonzalez (VF : Manon Azem) : Evette Arista
- David Saucedo (VF : Sylvain Lemarié) : Cesar Arista
- Gloria Sandoval : Ana Sanchez
- Richard Cabral (VF : Benjamin Penamaria) : Arturo Lopez
- Carlos Pratts (VF : Olivier Martret) : Oscar Lopez
- Catherine Toribio : Penelope
- Gigi Feshold : Natalie
- Julian Works : Pablo
- Juan Vasquez : Santo
- Dale Heidenreich : Luis Estrella
- Molly Ephraim (VF : Adeline Chetail) : Ali Rey
- Katie Featherston (VF : Aurore Bonjour) : Katie
- Micah Sloat (VF : Benoît DuPac) : Micah
- Chloe Csengery : Katie, jeune
- Jessica Tyler Brown : Kristi, jeune
- Hallie Foote : Lois (sur une photo trouvée par Jesse)

## Box-office
| Budget estimé | Box-office   | Box-office   | Box-office   | Box-office      |
| Budget estimé | États-Unis   | À l'étranger | Mondial      | France          |
| ------------- | ------------ | ------------ | ------------ | --------------- |
| 5 000 000 $   | 32 462 372 $ | 58 442 482 $ | 90 904 854 $ | 562 392 entrées |